# Zederach hladký

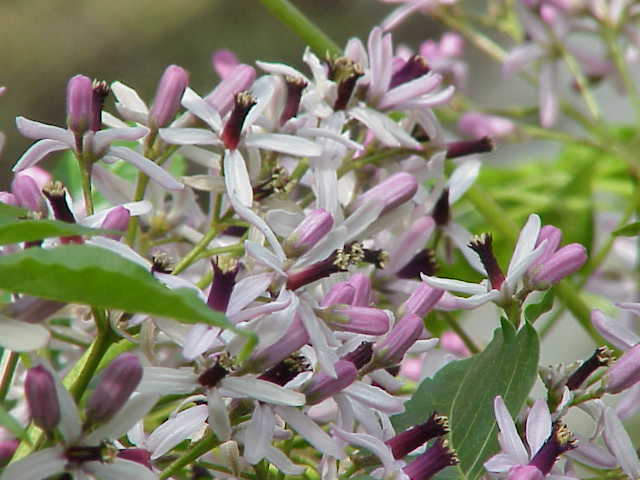
Květy

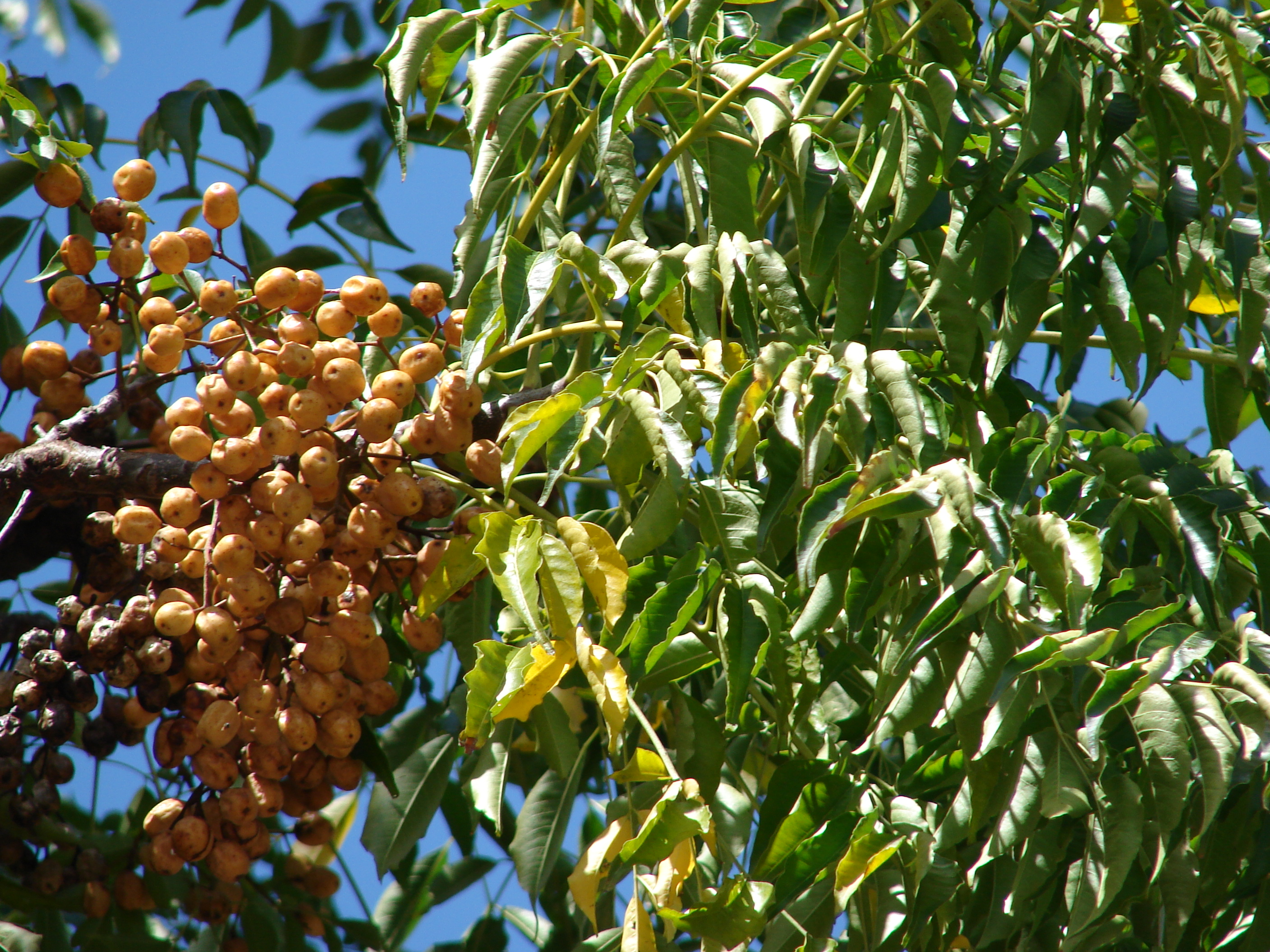
Plody

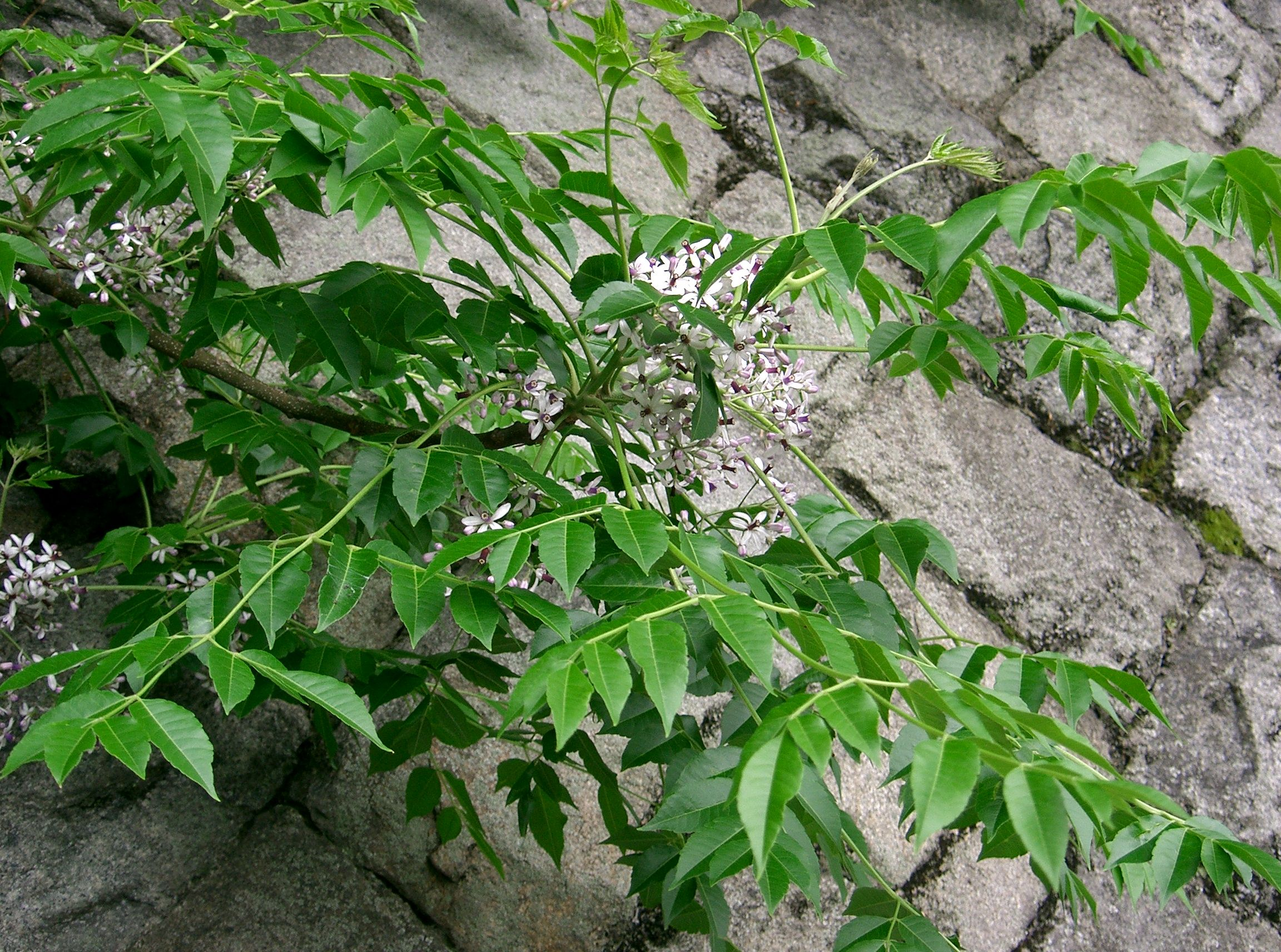
Listy

Zederach hladký (Melia azedarach) je strom z čeledě zederachovitých. Pochází z tropické a subtropické Asie a Austrálie.

## Výskyt
Je celosvětově rozšířen v tropických i subtropických oblastech. Protože tento druh je dlouhodobě vysazován a již zdomácněl v mnoha částech světa, není jeho původ jasný. Předpokládá se, že pochází z tropické Asie.
Vyžaduje plné slunce, na vlhkost půdy není náročný. Vyskytuje se v přirozených lesích, v ruderálních zónách, na opuštěných polích i v mokřadech. Z jeho kořenů vyrůstají z  adventivních pupenů omladky, hlavně z pokácených stromů, a nekontrolovaně tak vytváří kolem sebe houštiny a likviduje původní floru. V některých oblastech, např. na Floridě a na tichomořských ostrovech je považován za invazivní druh.

## Popis
Opadavý strom vysoký 15 až 20 m s kmenem tlustým až 2 m s rozpraskanou kůrou. Větve jsou široce rozložité, mladé lysé výhony jsou načervenalé nebo zelené, jejich kůra je poseta skvrnkami. Dřevo má odlišené jádro od běle, jádro je světle růžové až hnědé bez žilek a běl je bílý až nažloutlý. Jeho kořenový systém je mělký, dosahuje jen do 70 cm.
Listy vyrůstají ve spirále, jsou dlouhé 25 až 80 cm a jsou až dvojnásobně lichozpeřené. Jejich lysé stopkaté lístky dlouhé 2 až 6 cm jsou eliptické nebo vejčité, obvykle u báze zaoblené a na konci zašpičatělé, na obvodě jsou silně pilovité až laločné. Barvu mají tmavě zelenou.
Oboupohlavné vonné květy bílo fialové, široké asi 2 cm, vyrůstající na stopkách dlouhých 5 až 10 mm, mají čnělky fialové a blizny žluté. Tyčinková trubka je cylindrická, vzpřímených prašníků je 10 až 12, semeníky mají 3 až 6 pouzder, blizny mají 5 až 6 laloků. Nazelenalých kališních lístků je 5 až 6, jsou asi 2 mm velké, vejčité, zašpičatělé. Narůžovělých volných podlouhlých korunních plátků je také 5 až 6, jsou dlouhé 8 až 10 mm. Květy jsou uspořádány do řídkých stopkatých lat 10 až 30 cm dlouhých, vykvétají obvykle v březnu až květnu. Opylují se částečně hmyzem i větrem.
Plody dozrávají v říjnu až prosinci, jsou kulovité s tvrdým povrchem, zelenavě žluté až světle hnědé, mívají v průměru 12 až 15 mm. Pecka je dlouhá asi 10 mm a tlustá 7 mm, má bohatý endosperm. Vlastní plody jsou pro lidi toxické. Zkrmují se ptáci, kteří se tak starají o rozšiřování semen. Opadávají až dlouho po opadu listů.

## Význam
Pro dřevařství je to významný druh, pěstuje se na plantážích. Jinak se používá jako dekorativní a stínící dřevina, v posledním období se nekontrolovaně rozšířila na jihovýchodě USA. Jeho listy obsahují neurotoxiny a po požití velkého množství mohou člověku poškodit žaludek a ztížit dýchání. Jeho listů se používá jako insekticidních a fungicidních prostředků k hubení hmyzu a houbových chorob.